# Paide Linnameeskond
A Paide Linnameeskond egy észt labdarúgócsapat. A klubot 1990-ben alapították, székhelyük Paidében van. Jelenleg az első osztályban szerepelnek.

## Ismertebb játékosok
Liivo Leetma